# Juvan
Juvan je priimek v Sloveniji, ki ga je po podatkih Statističnega urada Republike Slovenije na dan 1. januarja 2010 uporabljalo 860 oseb.

## Znani nosilci priimka
- Alenka Juvan, muzealka
- Alojzij Juvan (1886—1960), odvetnik in politik (mariborski župan)
- Anastazija Juvan, pevka, glasbenica
- Blaga Juvan (r. Carevska) (1950—2019), rusistka, lektorica
- Ciril Juvan (1888—1955), predavatelj opisne geometrije na TF v Ljubljani 1922-26
- Dan Juvan, državni sekretar
- Emil Juvan (*1979), turistični strokovnjak, prof. UP, dekan Turistice
- Franc Juvan (1875—1960), vrtnar, florist
- Janez Juvan (1936—2017), pesnik in fotograf
- Jelena Juvan (*1976), obramboslovka (FDV)
- Kaja Juvan (*2000), tenisačica
- Ljubo (Ludvik) Juvan (1936—2016), alpinist
- Majda Juvan, novinarka
- Manca Juvan Hessabi (*1981), fotografinja, fotoreporterka
- Mara Glonar (r. Juvan) (1921—2014), amaterska igralka, dramska pedagoginja
- Marjan Juvan (*1949?), alpinist, jamar
- Marko Juvan (*1960), literarni zgodovinar, komparativist in teoretik, izr. član SAZU
- Marko Juvan, glasbenik
- Martin Juvan - Čuks, športni delavec (smučarski skoki v Ljubnem, Flosarski bal)
- Martin Juvan (*1966), matematik
- Miran Juvan, pianist
- Nika Juvan Kalan (1930—2020), igralka
- Polonca Juvan (1884—1952), igralka in gledališka pedagoginja
- Primož Juvan (*1968), fotograf
- Rudolf Juvan (1882—1961), pevec, narodnopolitični organizator
- Vida Juvan (1905—1998), igralka, prof. AGRFT